# Gastromicans levispina
Gastromicans levispina là một loài nhện trong họ Salticidae.
Loài này thuộc chi Gastromicans. Gastromicans levispina được Frederick Octavius Pickard-Cambridge miêu tả năm 1901.